# Henri Ier de Bourgogne
Pour les articles homonymes, voir Henri et Henri Ier.
Eudes, plus tard Henri dit Henri le Grand (~948 - 15 octobre 1002), est duc de Bourgogne, comte d'Autun, d'Avallon et d'Auxerre ; il est suzerain des comtes de Chalon, de Tonnerre, de Beaune et probablement des comtes de Mâcon et d'Oscheret.

## Famille
Prénommé Eudes à sa naissance, il est le plus jeune fils d'Hugues le Grand duc des Francs et de sa troisième femme Hedwige de Saxe (922-965), fille de l'empereur germanique Henri Ier l'Oiseleur.
Il a pour frères et sœurs :
- Béatrice, fille de la seconde ou troisième femme de leur père ; mariée à Frédéric Ier, comte de Bar et duc de Haute-Lotharingie[2] ;

et par Hedwige de Saxe :
- Hugues Capet, roi des Francs de 987 à 996, dont postérité[2] ;
- Emma, mariée à Richard Ier, duc de Normandie[2], sans postérité ;
- Otton, duc de Bourgogne[2].

Il est l'oncle de Robert le Pieux, fils d'Hugues Capet et roi des Francs de 996 à 1031. Il est aussi le demi-frère de Héribert, évêque d'Auxerre, fils illégitime de Hugues le Grand et de sa maîtresse Raingarde (qui devient peut-être ensuite la femme d'Ansoud le Riche), et de Jean, qui en 996 prend la succession de Héribert à l'évêché d'Auxerre.

## Biographie
D'abord prénommé Eudes, il est clerc lorsque son frère aîné Otton, duc de Bourgogne, meurt en 965. Avec l'approbation du roi Lothaire, les comtes bourguignons le choisissent comme duc et il prend alors le nom d'Henri. Dans les actes locaux le concernant, il est souvent appelé Eudes-Henri (comme en témoigne l'exemple ci-après), double prénom retenu par ses contemporains, mais dans les actes royaux, les clercs le nomment Henri, duc de Bourgogne.
En 990 Foucher, prieur du prieuré Saint-Léger près de Pontarlier, porte plainte contre l'abbé Guillaume de Volpiano de l'abbaye Saint-Bénigne de Dijon au sujet du bois de Haute-Serve à Cessey-sur-Tille ; sa plainte s'adresse à Eudes-Henri, duc de Bourgogne et avoué de Saint-Léger, Otte-Guillaume de Bourgogne, comte de Mâcon et de Bourgogne et avoué de Saint-Bénigne, et Brunon de Roucy, évêque de Langres. Les parties sont invitées à procéder à la vue du bois, en présence du comte Richard de Dijon, et de plusieurs nobles, chargés de trancher le débat. Ceux-ci prescrivent un combat singulier. Au jour fixé, le prieur de Saint-Bénigne comparaît mais son adversaire se dérobe.
Eudes-Henri aime voir l'ordre régner dans les établissements religieux. Son demi-frère Héribert est évêque d'Auxerre ; mais c'est Eudes-Henri qui demande à saint Mayeul, abbé de Cluny et ami personnel de leur frère Hugues Capet, de faire restaurer la règle de saint Benoît à l'abbaye Saint-Germain. Mayeul vient en personne pour ce faire et, une fois ceci accompli, y installe Heldric comme abbé pour lui succéder. Héribert et son demi-frère Eudes-Henri sont particulièrement attentifs et généreux envers les besoins de l'abbaye et de son abbé Heldric. Sur la demande de Gersende, seconde femme d'Eudes-Henri depuis 992, ce dernier obtient que Heldric réforme le monastère de Saint-Léger de Champeaux.
Il assiste le 5 mai 999 à l'abbaye Saint-Marcel-lès-Chalon à une grande cérémonie au cours de laquelle Hugues Ier de Chalon, comte de Chalon et évêque d'Auxerre, fait don de Paray-le-Monial à l'abbé de Cluny Odilon de Mercœur. Leur neveu Robert le Pieux, roi de France depuis 996 et de nombreux seigneurs du duché de Bourgogne y sont également présents.
Il meurt en 1002, au château de Pouilly-sur-Saône ("Castrum Pulliacum super Ararim") selon Rodulfus Glaber qui indique également qu'il est enterré à Auxerre en octobre. La date du 15 octobre pour sa mort est donnée par le nécrologe de la cathédrale d'Auxerre.

## Mariages, descendance
Il épouse :
1. Vers 973, Gerberge (~947 - † un 11 décembre entre 987 et 991), veuve depuis 971 de l'ex-roi d'Italie Adalbert mort à Autun, où le couple est venu chercher refuge ; elle est accompagnée de son fils du premier lit, Otte-Guillaume. Adopté par Eudes-Henri, Otte-Guillaume deviendra par la suite comte de Bourgogne et de Mâcon. La date de naissance de Gerberge (en) est extrapolée d'après celle de son fils Otte-Guillaume (né quant à lui vers 960/962). Gerberge est fille de la comtesse ou du comte de Chalon(-sur-Saône), sur la base de la Vita[9] de Hugues comte de Chalon et évêque d'Auxerre, qui mentionne la sœur (non nommée) de Hugues mariée au duc de Bourgogne - ce dernier étant le plus vraisemblablement le duc Eudes-Henri. D'autres sources[10] mentionnent que Hugues de Chalon est le frère (ou demi-frère) de Gerberge ou qu'il est l’oncle de son fils Otte-Guillaume[note 1]. La date de mort de Gerberge mariée à Eudes-Henri n'est pas connue précisément mais se situe entre 987 et 992. Elle est encore vivante en 987 (année du couronnement de son beau-frère Hugues Capet) : cette année-là elle assiste à Nevers à la clôture d'un acte par Roclen évêque de Nevers, en compagnie de son fils Otte-Guillaume, de son beau-frère Héribert évêque d'Auxerre, et de Landry; principal seigneur nivernais[11] ; et elle est vraisemblablement décédée avant 992, année où Eudes-Henri est accompagné de sa seconde épouse.
2. Avant juin 992, Gersende de Gascogne (Garlindis)[1], fille de Guillaume Sanche, duc de Vasconie, et d'Urraca Garcez de Navarre-Pampelune ; répudiée avant le 24 octobre 996[12]. D'après Gui de Munois abbé de Saint-Germain d'Auxerre au XIIIe siècle, Gersende enjoint à son époux Eudes-Henri de requérir d'Helduin, abbé de Saint-Germain, qu'il réforme le monastère de Saint-Léger de Champeaux[6].

Il n'a pas d'enfant de ses deux femmes, mais adopte Otte-Guillaume fils de sa première femme Gerberge et de l'ex-roi d'Italie, et futur comte de Bourgogne et de Mâcon.

On attribue à Eudes-Henri au moins une et peut-être deux paternités illégitimes par mère(s) inconnue(s) :
- Eudes de Beaune († apr. 25 août 1005), vicomte de Beaune, d'où descend la lignée des vicomtes de Beaune (selon Albéric de Trois-Fontaines)[note 2] ;
- Henri de Vergy  († av. 1023), lignée hypothétique robertienne de la famille de Vergy. Cette paternité pour Henri de Vergy fils supposé de Eudes-Henri est suggérée par Jean Richard qui se base sur le transfert de la seigneurie de Vergy, de Humbert (~1000- nov. 1060) fils de Henri de Vergy à Jean de Beaune († apr. 1053) fils de Eudes de Beaune. Selon Richard ce transfert indique une relation de famille proche et il pense que ces deux personnes sont cousins au premier degré. Mais Jean a acquis Vergy plusieurs années avant la mort de Humbert, ce qui suggère un échange ou une vente plutôt qu'un héritage ; par ailleurs l'héritier naturel de Vergy aurait été Geoffroy comte de Mâcon, fils d’Élisabeth sœur de Humbert[1],[13].